# Astrid Lindgren Memorial Award

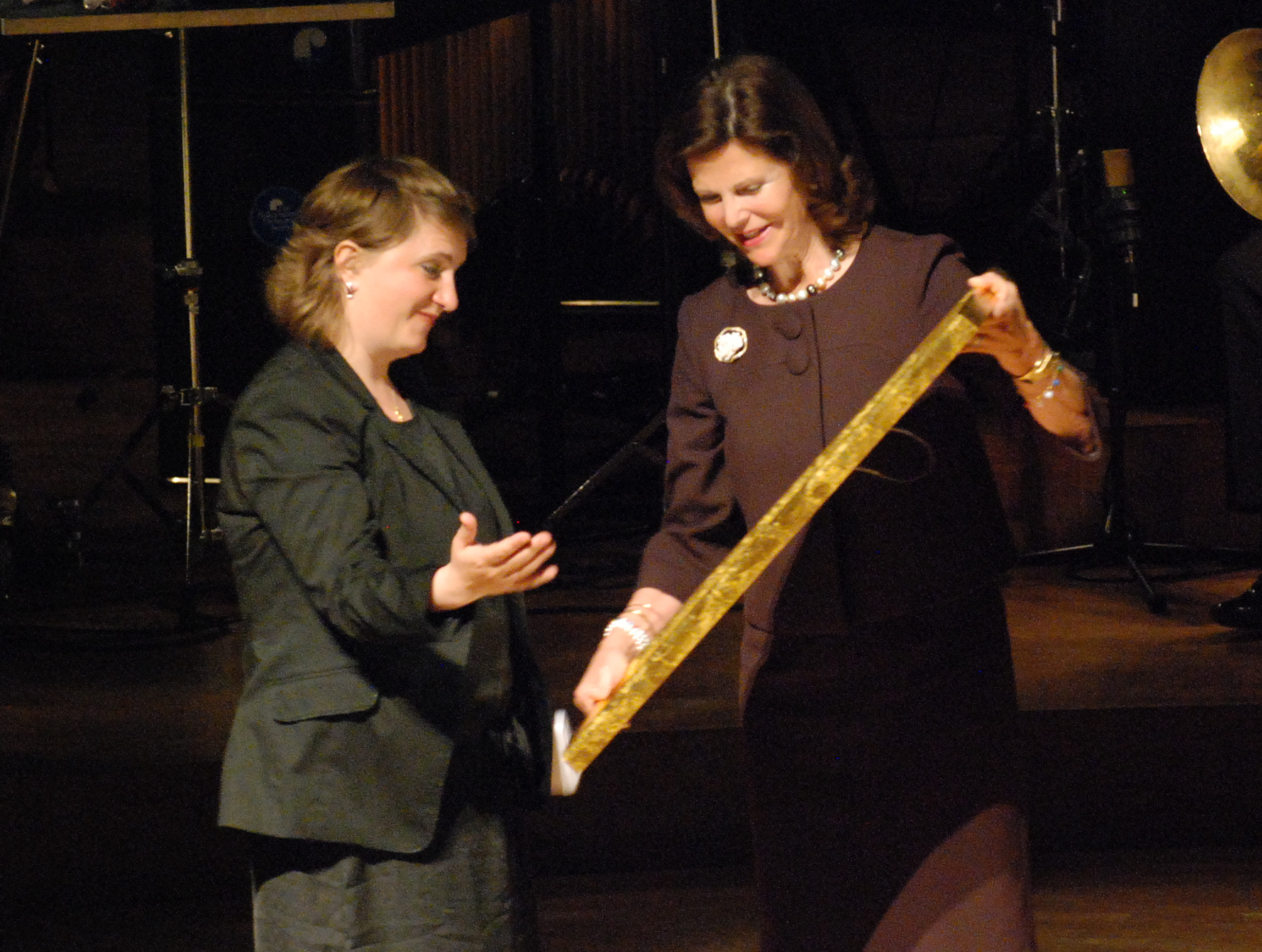
Kitty Crowther krijgt de Astrid Lindgrenprijs van koningin Silvia Sommerlath, 2010

De Astrid Lindgren Memorial Award (ALMA) of de internationale Astrid Lindgrenprijs (Zweeds: Litteraturpriset till Astrid Lindgrens minne) is een internationale kinderliteratuurprijs. De prijs wordt officieus ook wel de 'Nobelprijs voor Kinderliteratuur' genoemd.

## Geschiedenis
De prijs werd in 2002, na het overlijden van Astrid Lindgren, ingesteld door de Zweedse overheid als eerbetoon aan de schrijfster. De ALMA wordt jaarlijks toegekend en bestaat uit een bedrag van 5 miljoen Zweedse kronen. De winnaar wordt bekendgemaakt tijdens de Internationale Kinderboekenbeurs Bologna. Het beheer van de prijs ligt in handen van de Zweedse Kunstraad en wordt ceremonieel uitgereikt door kroonprinses Victoria in de concerthal van Stockholm.
De Astrid Lindgrenprijs wordt uitgereikt aan een schrijver, een illustrator, een verhalenverteller of een leesbevorderende instelling of persoon. Het werk van de winnaar moet van de hoogste kwaliteit zijn, maar ook in de geest van Astrid Lindgren zijn gemaakt. De kandidaten worden voorgedragen door organisaties van over de hele wereld, die zich bezighouden met kinder- en jeugdliteratuur. In Nederland worden kandidaten voorgedragen door IBBY-Nederland.
De prijs wil de interesse in kinder- en jeugdliteratuur vergroten, en wereldwijd het recht van kinderen op toegang tot cultuur bevorderen.
In tegenstelling tot veel andere literatuurprijzen, wordt de Astrid Lindgrenprijs uitsluitend gefinancierd via een fonds van de overheid.

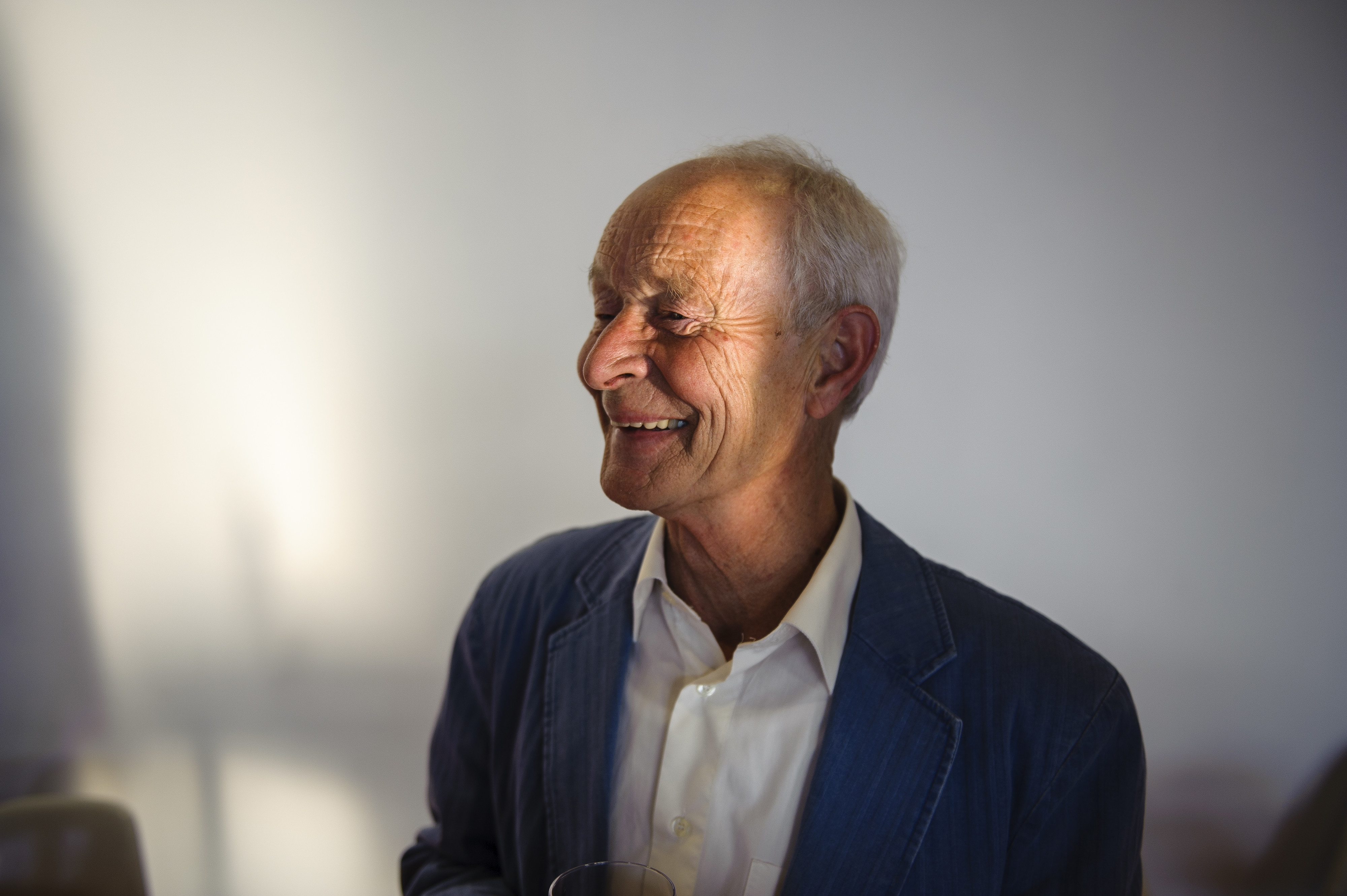
Guus Kuijer winnaar 2012

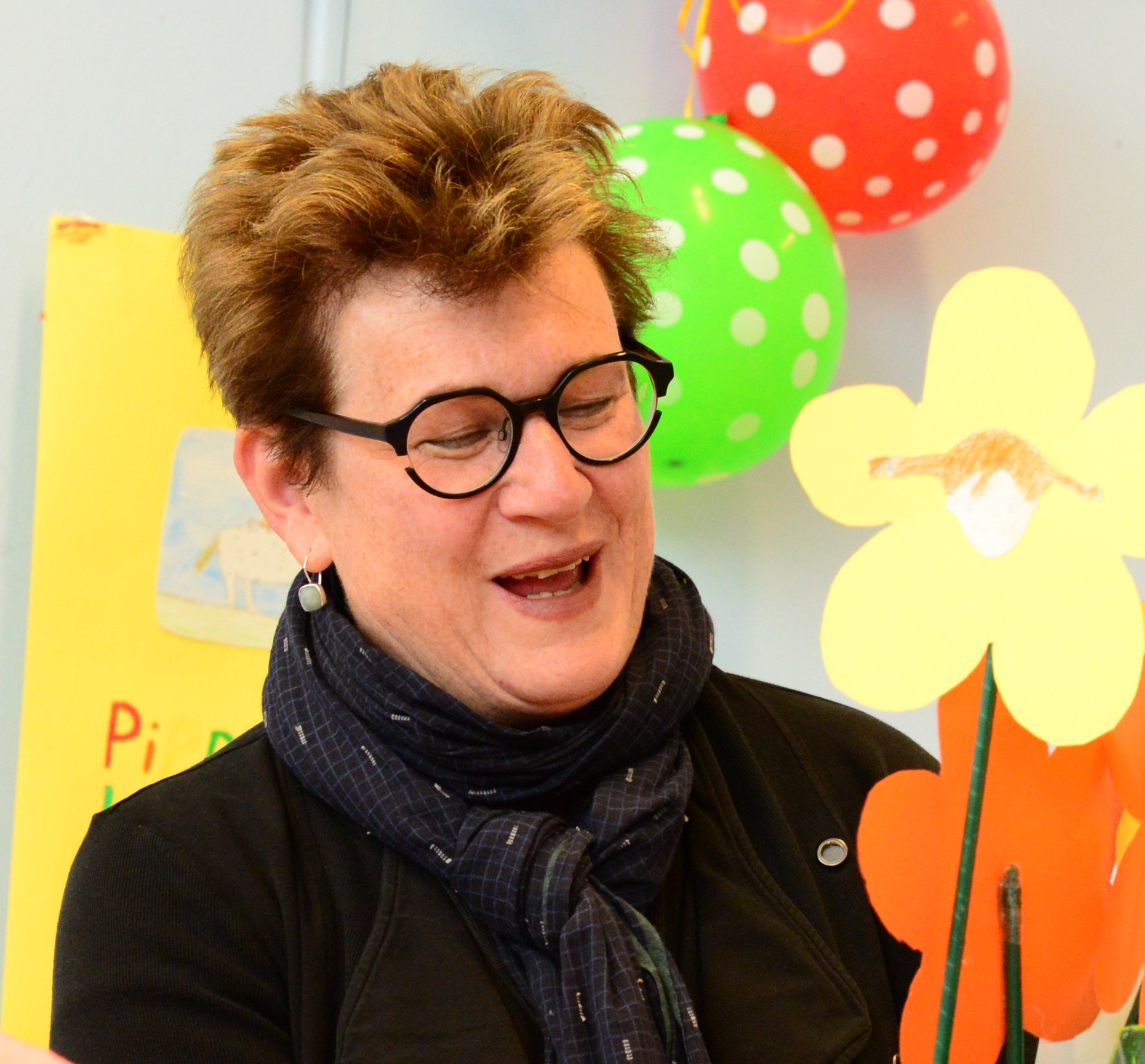
Meg Rosoff winnaar 2016

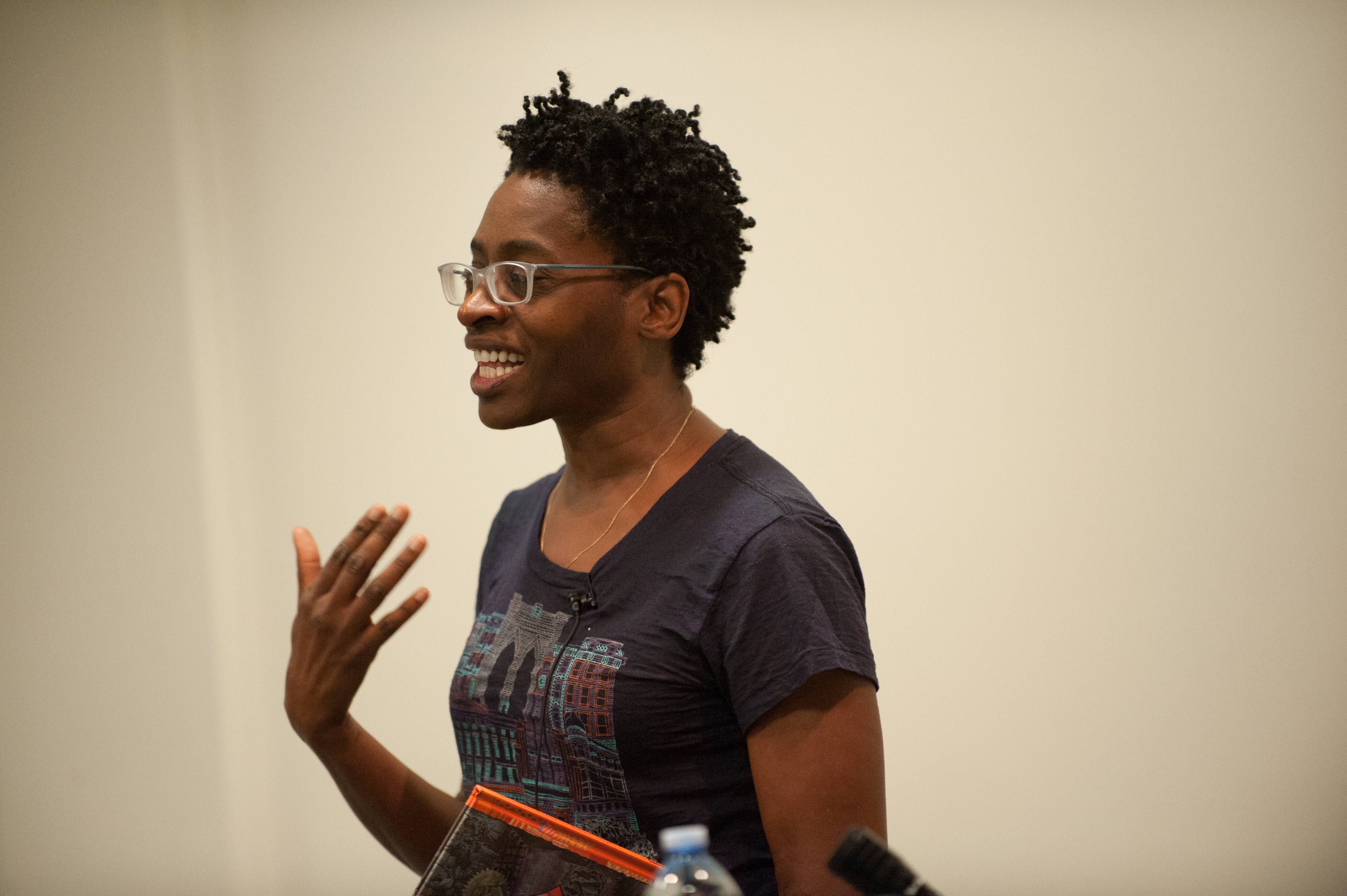
Jacqueline Woodson winnaar 2018

## Winnaars
| Jaar | Winnaar                                 | Land                |
| ---- | --------------------------------------- | ------------------- |
| 2003 | Maurice Sendak                          | Verenigde Staten    |
| 2003 | Christine Nöstlinger                    | Oostenrijk          |
| 2004 | Lygia Bojunga Nunes                     | Brazilië            |
| 2005 | Philip Pullman                          | Verenigd Koninkrijk |
| 2005 | Ryōji Arai                              | Japan               |
| 2006 | Katherine Paterson                      | Verenigde Staten    |
| 2007 | Banco del Libro                         | Venezuela           |
| 2008 | Sonya Hartnett                          | Australië           |
| 2009 | Tamer Institute for Community Education | Palestina           |
| 2010 | Kitty Crowther                          | België              |
| 2011 | Shaun Tan                               | Australië           |
| 2012 | Guus Kuijer                             | Nederland           |
| 2013 | Marisol Misenta                         | Argentinië          |
| 2014 | Barbro Lindgren                         | Zweden              |
| 2015 | PRAESA                                  | Zuid-Afrika         |
| 2016 | Meg Rosoff                              | Verenigd Koninkrijk |
| 2017 | Wolf Erlbruch                           | Duitsland           |
| 2018 | Jacqueline Woodson                      | Verenigde Staten    |
| 2019 | Bart Moeyaert                           | België              |
| 2020 | Heena Baek                              | Zuid-Korea          |
| 2021 | Jean-Claude Mourlevat                   | Frankrijk           |
| 2022 | Eva Lindström                           | Zweden              |
| 2023 | Laurie Halse Anderson                   | Verenigde Staten    |
| 2024 | Indigenous Literacy Foundation          | Australië           |
| 2025 | Marion Brunet                           | Frankrijk           |